# Фридрих Магнус IV фон Золмс-Вилденфелс
Фридрих Магнус IV фон Золмс-Вилденфелс (на немски: Friedrich Magnus IV Graf zu Solms-Wildenfels; * 26 юли 1847, Кулмич, Саксония-Ваймар; † 25 ноември 1910, Вилденфелс) е граф на Золмс-Вилденфелс в Саксония. Той е немски племенен господар, политик, народен представител на парламента на Кралство Саксония.

## Биография
Той е син на граф Фридрих Магнус III фон Золмс-Вилденфелс (1811 – 1883) и съпругата му графиня Ида Амалия Луиза фон Кастел-Кастел (1817 – 1882), дъщеря на граф Фридрих Лудвиг Хайнрих фон Кастел-Кастел (1791 – 1875) и принцеса Емилия Фридерика Кристиана фон Хоенлое-Лангенбург (1793 – 1859), дъщеря на княз Карл Лудвиг фон Хоенлое-Лангенбург (1762 – 1825) и графиня Амалия Хенриета Шарлота фон Золмс-Барут (1768 – 1847). Брат е на Мария Августа (1845 – 1911), Хайнрих Карл (1849 – 1901), Фридрих Ото Райнхард (Фриц) (1851 – 1870), Ото (1854 – 1929) и Ида Густава (1856 – 1859).
Баща му е наследствен член на Камерата на Кралство Саксония. Фридрих Магнус IV наследява баща си през 1883 г. като управляващ граф на господството Вилденфелс и като такъв е член на саксонските племена.
Фридрих Магнус IV умира на 63 години на 25 ноември 1910 г. във Вилденфелс.

## Фамилия
Фридрих Магнус IV фон Золмс-Вилденфелс се жени на 5 ноември 1874 г. в 'с-Гравенхаге/Хага за нидерландската графиня Жаклина Кристина Анна Аделайда фон Бентинк (* 4 януари 1855, 'с-Гравенхаге; † 12 декември 1933, Вилденфелс), дъщеря на граф Вилем Фредерик Кристиаан Бентинк, господар ван Мидахтен (1787 – 1855) и графиня Паулина Албертина фон Моних (1817 – 1898, дворец Вилденфелс). Те имат пет деца:
- София (* 9 февруари 1877, Вилденфелс; † 4 декември 1956, Лубенау, Шпревалд), омъжена I. на 9 февруари 1915 г. във Вилденфелс (развод 1922) за граф Оскар Рудолф Карл Мариус фон Платен-Халермунд (* 18 март 1865; † 14 април 1957), II. на 6 септември 1924 г. във Вилденфелс за граф Емих Ото Фридрих Херман фон Золмс-Вилденфелс-Рьоделхайм (* 23 май 1866; † 10 май 1946), син на граф Карл Август Адалберт фон Золмс-Вилденфелс (1823 – 1918) и Елизабет фон Золмс-Барут (1836 – 1868), дъщеря на граф Фридрих фон Золмс-Барут (1795 – 1879)
- Магна Мария Августа Отилия (* 31 август 1883, Вилденфелс; † 26 януари 1966, Дуиздорф при Бон), омъжена на 26 ноември 1914 г. в Дрезден за граф Албрехт фон Щолберг-Вернигероде (* 10 януари 1886; † 4 юни 1948), син на граф Удо фон Щолберг-Вернигероде (1840 – 1910)
- Фридрих Магнус V фон Золмс-Вилденфелс (* 1 ноември 1886, Вилденфелс; † 6 септември 1945, Гросшвайдниц), граф на Золмс-Вилденфелс, женен на 4 януари 1925 г. във Вилденфелс за Мария Антоанета фон Шварцбург (* 7 февруари 1898, Гросхартау; † 4 ноември 1984, дворец Блументал, Клинген)
- Анна (* 14 юни 1890, Вилденфелс; † 12 януари 1970, Дриберген, Утрехт), омъжена на 7 юни 1921 г. в дворец Вилденфелс за Вилем Константийн Лоудон (* 9 юни 1873; † 17 април 1932), син на Хуг Хопе Лоудон (1818 – 1891)
- Гизела Клементина Кристофора Карола (* 30 декември 1891, Вилденфелс; † 20 август 1975, Оберамергау), омъжена на 6 юни 1912 г. във Вилденфелс за принц Вилхелм Фридрих Адолф Херман Виктор фон Вид (* 7 декември 1877; † 1 март 1946), син на княз Вилхелм фон Вид (1845 – 1907) и принцеса Мария Нидерландска (1841 – 1910)